# Hylocomium plicatum
Hylocomium plicatum là một loài Rêu trong họ Hylocomiaceae. Loài này được (Müll. Hal.) Kindb. mô tả khoa học đầu tiên năm 1891.